# Tukanobasis
Tukanobasis is een geslacht van libellen (Odonata) uit de familie van de waterjuffers (Coenagrionidae).

## Soorten
Tukanobasis omvat 1 soort:
- Tukanobasis corbeti Machado, 2009